# پرچم ورمانت
پرچم ورمانت در ۱ ژوئن ۱۹۲۳ پذیرفته شد.